# Sanford (Colorado)
Sanford è un centro abitato (town) degli Stati Uniti d'America, situato nella contea di Conejos dello Stato del Colorado. Nel censimento del 2000 la popolazione era di 817 abitanti.

## Geografia fisica
Secondo i rilevamenti dell'United States Census Bureau, Sanford si estende su una superficie di 3,6 km².